# Бриллиантов, Александр Иванович (эсер)
Александр Иванович Бриллиантов (1869, село Корниловское, Ачинский уезд, Енисейская губерния — 1937?) — сибирский священник РПЦ, депутат Государственной думы Российской империи II созыва (1907) от Енисейской губернии, член Учредительного собрания России (1917 — январь 1918), член ВЦИК, русский политик (левый социалист-революционер), член Всероссийского Крестьянского союза, городской голова Уфы (1917—1918).

## Биография
Александр Бриллиантов происходит из духовного звания, сын дьяка родился в селе Корниловском, Ачинского уезда Енисейской губернии в семье священника. Закончил Томское духовное училище и служил в 1890 году по вольному найму в Енисейском губернском управлении, вскоре закончил Томскую Духовную семинарию. В период учёбы в Томске знакомится с революционерами и сам становится участником революционного движения. После окончания учёбы в 1892 году и вступления в брак был рукоположён во иерея и двенадцать с половиной лет служил в селе Еловском Томской епархии Красноярского уезда Енисейской губернии.

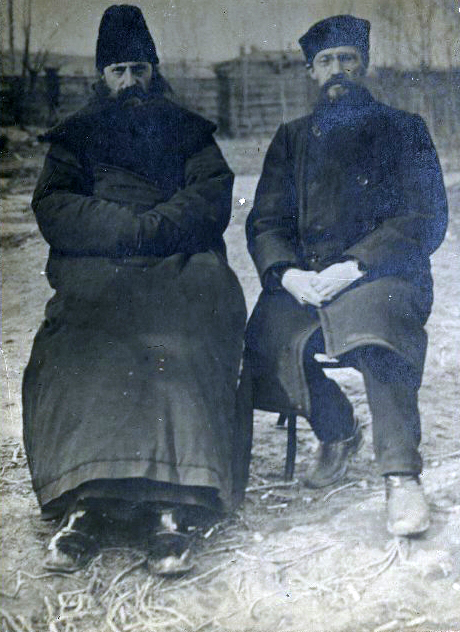
Депутаты II Государственной Думы от Енисейской губернии А. И. Бриллиантов и И. К. Юдин

В 1904 году в возрасте 35 лет получил назначение священником в город Минусинск, где попал в вихрь революционных событий. Кроме службы в церкви о. А. Бриллиантов стал принимать активное участие в общественной жизни города — являлся членом сельскохозяйственного общества, товарищем (заместителем) председателя общества начального образования, а после издания Манифеста 17 октября 1905 года — избран членом местного комитета по устройству митингов. За политическую и революционную активность попадает в число неблагонадёжных, местная охранка начинает преследование отца Александра.
Первая Русская Революция взбудоражила народ по всей стране. Выборы во II Государственную думу совпали с массовыми репрессиями и арестами. Дошло даже до того, что на Енисейском губернском избирательном собрании выборщиков 13 марта 1907 года четверо участников были арестованы. Тем не менее выборы посчитали состоявшимися. На два губернских места попали наиболее известные, популярные, народные политики. Депутатами от Енисейской губернии стали минусинский священник о. Александр Бриллиантов, близкий по своим взглядам к эсерам, и меньшевик Иван Юдин, конторщик в магазине, организатор профсоюза приказчиков в городе Красноярске.
Из рапорта Минусинского уездного исправника:

… По убеждениям [А. И. Бриллиантов] принадлежит к левым партиям, почему и пользуется в городе популярностью и слывёт за умственно развитого священника. За время «освободительного движения» участвовал на устраиваемых в городе митингах, состоял членом комитета митингов, произносил на молебнах «вечную память» борцам, павшим за народную свободу… На проводах бывшего члена Государственной думы Ермолаева по окончании молебна Бриллиантов сказал Ермолаеву: «Иди и борись за те свободы, которые нам дарованы, о чём я тебя прошу от лица паствы своей и земно кланяюсь», причём, будучи в облачении, поклонился Ермолаеву до земли.

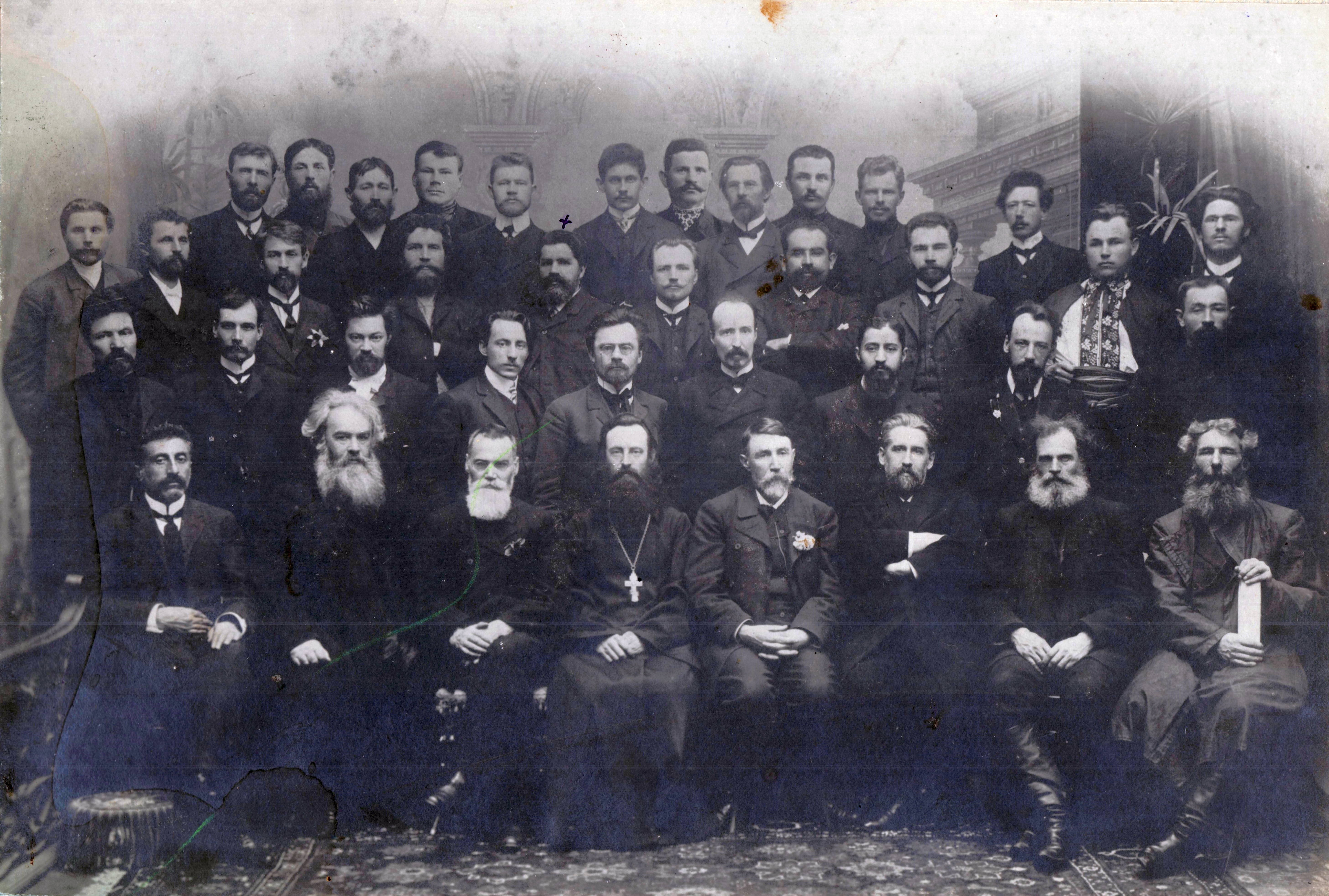
О. Александр Бриллиантов (1-й ряд, в центре) в парламентской группе эсеров во II Государственной Думы (1907)

В Государственной Думе отец Александр, уже член партии эсеров, входит во фракцию социалистов-революционеров, работает во временной думской комиссии по церковному законодательству. Входил также в состав Сибирской парламентской группы, состоял членом Всероссийского Крестьянского союза, созданного в период Революции 1905 года и члены которого в будущем (как и сам А. Бриллиантов) станут жертвами массовых репрессий большевиков.
Ещё 12 мая 1907 года Святейший Синод принял определение «О священниках, состоящих членами Государственной думы и принадлежащих к крайним революционным партиям». В нём говорилось, что сан священника требует «быть покорным высшим властям» и стремление к ниспровержению власти несовместимо со званием «духовного пастыря». Данное определение касалось священников А. Гриневича, А. Бриллиантова, А. Архипова, К. Колокольникова и Ф. Тихвинского. «Оправдаться» удалось только А. Гриневичу, остальные четверо были запрещены в служении.
После разгона Столыпиным II Государственной Думы А. Бриллиантов прибыл в Томск поступать в Сибирский университет. Газета «Русское слово» в разделе «Петербургскій телефонъ — Отъ нашихъ корреспондентовъ», 10 (23) ноября 1907 года сообщила:

… Бывшие депутаты. «Русь» сообщает, что член 2-й Государственной Думы священник Бриллиантов, прибывший в Томск для поступления в Университет, арестован и посажен в томскую тюрьму…

31 октября 1907 года, в виду «вредного его направления и агитационной деятельности», согласно постановлению временного томского губернатора от 31 октября 1907 г. был выслан из Томска с воспрещением жительства в пределах Томской губернии на время военного положения и положения о чрезвычайной и усиленной охране.
После ареста в Томске (осень 1907) Александр Бриллиантов пребывал в тюремном заключении и отбывал ссылку по месту основного жительства в Минусинске вплоть до Февральской революции 1917 года. Заключение под стражу и особое рассмотрение дела в церковном руководстве Томской Епархии привели к лишению сана священника.
Отмечая яркость и самобытность фигуры Бриллиантова, сибирские краеведы в своих обзорах заканчивают жизнеописание отца Александра на факте ареста и тюремного заключения. Однако в дальнейшем, после освобождения в феврале 1917, его жизнь была не менее интересна.
Жизнь уральского революционера, эсера Александра Бриллиантова в советское время практически не освещалась историками. В частности, нет однозначных данных, почему годом смерти считается 1937 год. Вполне вероятно, что произошла даже накладка слоёв информации о репрессиях в отношении известных российских лиц, которые в начале века были и священнослужителями, и имели имя Александр Бриллиантов:
- полный тёзка: Александр Иванович Бриллиантов, родившийся в 1867 году в Новгородской губернии, профессор богословия Санкт-Петербургской (Петроградской, Ленинградской) Духовной Академии (СПБДА), член Предсоборного совета. Известно, что этот человек попадал в разработку органами ОГПУ ещё в сентябре 1930 года[13][14][15];
- тёзка: Александр Николаевич Бриллиантов, священнослужитель, погибший в репрессиях 1937 года[16].

С началом Февральской революции 1917 года для эсера А. Бриллиантова началась «светская» жизнь политика и государственного деятеля, закончившаяся арестом и репрессированием в ГУЛАГе уже в качестве простого совслужащего-бухгалтера из продовольственной конторы. Из Сибири А. Бриллиантов уезжает на Урал, активный революционер, он вскоре избран в различные органы самоуправления города Уфы, в том числе городским головой (руководитель городской думы) и от Уфы избирается в главные органы России — сначала в Учредительное собрание, затем во ВЦИК.
Сайт общества «Мемориал» указывает, что:

… Бриллиантов Александр Иванович, член ПСР, «Священник», образование духовное, в конце 1921 жил в Уфе, работал в Губпродкоме. Местными чекистами характеризовался как «организатор». В марте 1932 находился в ИТЛ на реке Свирь. Дальнейшая судьба неизвестна.

Сайт «Хронос» даёт комментарий:

… в 1917 году А. И. Бриллиантов (был) избран председателем Уфимского губернского комитета партии эсеров (ПСР) и губернского Совета крестьянских депутатов, он — городской голова Уфы. В этот же период Бриллиантов по Уфимскому округу № 9 от эсеров и крестьянских депутатов был избран в высший законодательный орган страны — Учредительное собрание, где является членом бюро фракции левых эсеров, участник заседания 5 января, когда Учредительное собрание было закрыто большевиками. Избирался членом правительства Советской России — Всероссийского Центрального Исполнительного Комитета 3-го созыва (ВЦИК-3). В 1918 работал в столице в наркомате финансов. В феврале 1918 произошёл первый серьёзный разрыв в коалиции большевиков и эсеров — на заседании ВЦИК 23 февраля левые эсеры проголосовали против подписания Брестского мира с Германией, а затем, на IV Чрезвычайном съезде Советов (14—16 марта 1918) — и против его ратификации. На V Всероссийском съезде Советов (4—10 июля 1918) левые эсеры, находясь в меньшинстве (около 350 из 1164 депутатов), открыто выступили против своих бывших союзников — большевиков, которые тут же подавили в столице Левоэсеровский мятеж. Александр Бриллиантов, ввиду начавшихся массовых арестов своих товарищей по партии, уехал в Уфу, где устроился работать бухгалтером в Уфимском губпродкоме. Местное ВЧК вскоре обратило пристальное внимание к персоне эсера и Бриллиантов был отнесён к «организаторам» (то есть неблагонадёжным). Неоднократно подвергался арестам и был под постоянным контролем. Весной 1932 года отправлен в лагерь на реке Свирь (Свирьлаг).